# Serie A1 1992-1993 (rugby a 15)
La serie A1 1992-93 fu il 63º campionato nazionale italiano di rugby a 15 di prima divisione.
Si tenne dal 19 settembre 1992 al 29 maggio 1993 tra 12 squadre con la formula «stagione regolare a girone unico più play-off» e registrò la sesta finale consecutiva (in sei edizioni con tale formula) del Benetton, che trovò, come due anni prima, l'Amatori Milano di Silvio Berlusconi.
La vittoria andò a questi ultimi, che si imposero 41-15 al termine di un incontro molto nervoso e sempre al limite della rissa; sugli scudi Michael Lynagh, autore di tutti i 15 punti del Benetton Treviso, e Diego Domínguez, 21 punti per lui; la finale fu anche l'ultimo incontro nel campionato italiano di David Campese che, dopo la vittoria, tornò a giocare in Australia, il suo Paese.
A retrocedere in serie A2 furono il Calvisano e i piacentini Lyons dopo avere chiuso agli ultimi due posti in classifica, e il Parma dopo essere stato sconfitto negli spareggi promozione/retrocessione A1/A2 contro il Mirano.
Da segnalare, anche, la comparsa di un marchio sulle maglie del Petrarca, unica società tra quelle di vertice che, fino ad allora, non aveva mai siglato accordi commerciali di sponsorizzazione: i padovani si legarono alla Simod, azienda di calzature della provincia.

## Squadre partecipanti e sponsor
- Amatori Milano (El Charro)
- L’Aquila (Scavolini)
- Benetton
- Amatori Catania
- Calvisano (Fly Flot)
- Casale (Record Cucine)

- Lyons (Bilboa)
- Parma (Delicius)
- Petrarca (Simod)
- Rugby Roma (Sparta Informatica)
- Rovigo (Lloyd Italico)
- San Donà (Panto)

## Formula
Ai playoff accedettero 8 squadre, le prime sei classificate di A1 e le prime due di A2, le quali, nel ranking dei quarti di finale, vennero immediatamente dopo le sei prime classificate; alla squadra con la posizione più alta in classifica fu assegnata quella con il ranking più basso, quindi le prime due di A1 avrebbero avuto in accoppiamento ai quarti rispettivamente la seconda e la prima di A2; a seguire, la terza di A1 contro la sesta, e la quarta contro la quinta.
Gli accoppiamenti dei quarti e delle semifinali furono al meglio delle tre gare, con la prima (e la eventuale terza) in casa della squadra meglio classificata durante la stagione regolare.
La finale fu invece disputata in gara unica, con eventuali tempi supplementari in caso di parità.
La vincitrice della finale era campione d'Italia; le ultime due squadre classificate durante la stagione regolare retrocedevano in serie A2, mentre la terzultima doveva spareggiare contro la terza classificata di A2.

## Stagione regolare

### Risultati
|       | 1ª/12ª giornata                      |       |
| ----- | ------------------------------------ | ----- |
| 23-14 | Benetton Treviso - San Donà San Donà | 20-31 |
| 17-25 | Rugby Roma - Petrarca                | 16-25 |
| 14-16 | L'Aquila - AmatoriCatania            | 12-38 |
| 81-19 | Amatori Milano - Casale              | 16-23 |
| 22-21 | Parma - Calvisano                    | 9-21  |
| 46-5  | Rovigo - Lyons                       | 26-24 |
|       |                                      |       |

|       | 4ª/15ª giornata               |       |
| ----- | ----------------------------- | ----- |
| 14-3  | San Donà - Rovigo             | 11-8  |
| 45-7  | Petrarca - Parma              | 19-10 |
| 19-25 | Rugby Roma - Benetton Treviso | 17-29 |
| 17-18 | Lyons - Amatori Milano        | 0-92  |
| 20-14 | Casale - Amatori Catania      | 17-20 |
| 16-18 | Calvisano - L'Aquila          | 17-34 |
|       |                               |       |

|       | 7ª/18ª giornata                   |       |
| ----- | --------------------------------- | ----- |
| 24-7  | Rovigo - Rugby Roma               | 15-31 |
| 13-3  | San Donà - Lyons                  | 27-5  |
| 33-19 | Amatori Milano - Benetton Treviso | 16-10 |
| 36-14 | L'Aquila - Parma                  | 14-36 |
| 18-13 | Amatori Catania - Petrarca        | 32-22 |
| 27-28 | Casale - Calvisano                | 19-15 |
|       |                                   |       |

|       | 10ª/21ª giornata          |       |
| ----- | ------------------------- | ----- |
| 23-6  | Benetton Treviso - Casale | 74-14 |
| 33-27 | Amatori Milano - Rovigo   | 28-17 |
| 31-10 | Petrarca - Calvisano      | 39-16 |
| 6-24  | L'Aquila - San Donà       | 14-47 |
| 26-20 | Rugby Roma - Lyons        | 18-20 |
| 30-13 | Parma - Amatori Catania   | 23-52 |

|       | 2ª/13ª giornata             |       |
| ----- | --------------------------- | ----- |
| 17-44 | San Donà - Amatori Milano   | 8-26  |
| 16-10 | Petrarca - Benetton Treviso | 19-50 |
| 18-10 | Lyons - Parma               | 18-22 |
| 25-31 | Amatori Catania - Rovigo    | 15-62 |
| 27-20 | Casale - L'Aquila           | 19-34 |
| 23-24 | Calvisano - Rugby Roma      | 11-47 |
|       |                             |       |

|       | 5ª/16ª giornata           |       |
| ----- | ------------------------- | ----- |
| 22-12 | Rovigo - Calvisano        | 27-17 |
| 51-19 | Amatori Milano - Petrarca | 33-25 |
| 41-27 | L'Aquila - Rugby Roma     | 16-19 |
| 22-8  | Amatori Catania - Lyons   | 16-16 |
| 18-34 | Parma - Benetton Treviso  | 9-81  |
| 24-22 | Casale - San Donà         | 16-28 |
|       |                           |       |

|       | 8ª/19ª giornata                    |       |
| ----- | ---------------------------------- | ----- |
| 30-22 | Benetton Treviso - Amatori Catania | 27-29 |
| 22-16 | Petrarca - San Donà                | 12-30 |
| 13-14 | L'Aquila - Amatori Milano          | 17-51 |
| 30-7  | Rugby Roma - Casale                | 46-30 |
| 9-11  | Parma - Rovigo                     | 19-47 |
| 15-25 | Calvisano - Lyons                  | 17-6  |
|       |                                    |       |

|       | 11ª/22ª giornata                 |       |
| ----- | -------------------------------- | ----- |
| 50-14 | Rovigo - L'Aquila                | 8-14  |
| 29-3  | San Donà - Rugby Roma            | 41-21 |
| 10-30 | Lyons - Petrarca                 | 22-58 |
| 3-60  | Amatori Catania - Amatori Milano | 18-54 |
| 36-13 | Casale - Parma                   | 13-44 |
| 15-24 | Calvisano - Benetton Treviso     | 15-55 |

|       | 3ª/14ª giornata            |       |
| ----- | -------------------------- | ----- |
| 52-13 | Benetton Treviso - Lyons   | 32-16 |
| 38-36 | Rovigo - Casale            | 24-30 |
| 33-19 | Amatori Milano - Calvisano | 62-17 |
| 13-16 | L'Aquila - Petrarca        | 10-22 |
| 38-28 | Amatori Catania - San Donà | 0-6   |
| 15-22 | Parma - Rugby Roma         | 12-58 |
|       |                            |       |

|       | 6ª/17ª giornata             |       |
| ----- | --------------------------- | ----- |
| 21-12 | Benetton Treviso - L'Aquila | 50-17 |
| 24-9  | Petrarca - Rovigo           | 6-27  |
| 23-35 | Rugby Roma - Amatori Milano | 14-81 |
| 12-11 | Lyons - Casale              | 14-44 |
| 11-43 | Parma - San Donà            | 8-53  |
| 23-12 | Calvisano - Amatori Catania | 11-60 |
|       |                             |       |

|       | 9ª/20ª giornata              |       |
| ----- | ---------------------------- | ----- |
| 30-25 | Rovigo - Benetton Treviso    | 16-29 |
| 43-13 | San Donà - Calvisano         | 35-18 |
| 55-13 | Amatori Milano - Parma       | 36-14 |
| 15-33 | Lyons - L'Aquila             | 13-31 |
| 26-17 | Amatori Catania - Rugby Roma | 29-23 |
| 19-21 | Casale - Petrarca            | 12-60 |

### Classifica
|               |     | Squadra         | G  | V  | N | P  | PF  | PS  | Pt |
| ------------- | --- | --------------- | -- | -- | - | -- | --- | --- | -- |
|               | 1.  | Amatori Milano  | 22 | 21 | 0 | 1  | 952 | 352 | 42 |
|               | 2.  | San Donà        | 22 | 16 | 0 | 6  | 580 | 338 | 32 |
|               | 3.  | Benetton        | 22 | 16 | 0 | 6  | 743 | 397 | 32 |
|               | 4.  | Petrarca        | 22 | 15 | 0 | 7  | 569 | 438 | 30 |
|               | 5.  | Rovigo          | 22 | 13 | 0 | 9  | 568 | 428 | 26 |
|               | 6.  | Amatori Catania | 22 | 12 | 1 | 9  | 518 | 547 | 25 |
|               | 7.  | Rugby Roma      | 22 | 9  | 0 | 13 | 525 | 579 | 18 |
|               | 8.  | L’Aquila        | 22 | 8  | 0 | 14 | 433 | 560 | 16 |
|               | 9.  | Casale          | 22 | 8  | 0 | 14 | 469 | 677 | 16 |
|               | 10. | Parma           | 22 | 5  | 0 | 17 | 368 | 746 | 10 |
| Retrocessione | 11. | Calvisano       | 22 | 4  | 0 | 18 | 370 | 674 | 8  |
| Retrocessione | 12. | Lyons           | 22 | 4  | 1 | 17 | 300 | 659 | 8  |

## Play-off
|  | Quarti di finale | Quarti di finale | Quarti di finale | Quarti di finale | Quarti di finale |  |  | Semifinali     | Semifinali     | Semifinali     | Semifinali | Semifinali |  |  | Finale         | Finale         | Finale |  |
|  |                  |                  |                  |                  |                  |  |  |                |                |                |            |            |  |  |                |                |        |  |
|  | 1A1              | Amatori Milano   | Amatori Milano   | 100              | 73               |  |  |                |                |                |            |            |  |  |                |                |        |  |
|  | 2A2              | CUS Roma         | CUS Roma         | 20               | 15               |  |  | Amatori Milano | Amatori Milano | Amatori Milano | 43         | 52         |  |  |                |                |        |  |
|  | 4A1              | Petrarca         | 19               | 13               | 42               |  |  | Petrarca       | Petrarca       | Petrarca       | 9          | 17         |  |  |                |                |        |  |
|  | 5A1              | Rovigo           | 18               | 42               | 27               |  |  |                |                |                |            |            |  |  | Amatori Milano | Amatori Milano | 41     |  |
|  | 2A1              | San Donà         | San Donà         | 41               | 27               |  |  |                |                | Benetton       | Benetton   | 15         |  |  |                |                |        |  |
|  | 1A2              | Tarvisium        | Tarvisium        | 3                | 18               |  |  | San Donà       | San Donà       | San Donà       | 27         | 17         |  |  |                |                |        |  |
|  | 3A1              | Benetton         | Benetton         | 32               | 21               |  |  | Benetton       | Benetton       | Benetton       | 28         | 25         |  |  |                |                |        |  |
|  | 6A1              | Amatori Catania  | Amatori Catania  | 7                | 11               |  |  |                |                |                |            |            |  |  |                |                |        |  |

### Finale
| Arbitro: | Faccioli (Villadose) |

|                                                        |      |                               |
| Croci 44’ Campese 52’ Crotti 54’ Marcello Cuttitta 80’ | mt   |                               |
| Domínguez 52’, 54’, 80’                                | tr   |                               |
| Domínguez 25’, 28’, 36’, 42’, 77’                      | c.p. | 8’, 23’, 40’, 50’, 60’ Lynagh |

## Verdetti
- Amatori Milano: campione d'Italia
- Calvisano, Lyons : retrocesse direttamente in serie A2 1993-94
- Parma: retrocessa in serie A2 1993-94 dopo spareggio